# 奧爾米爾河

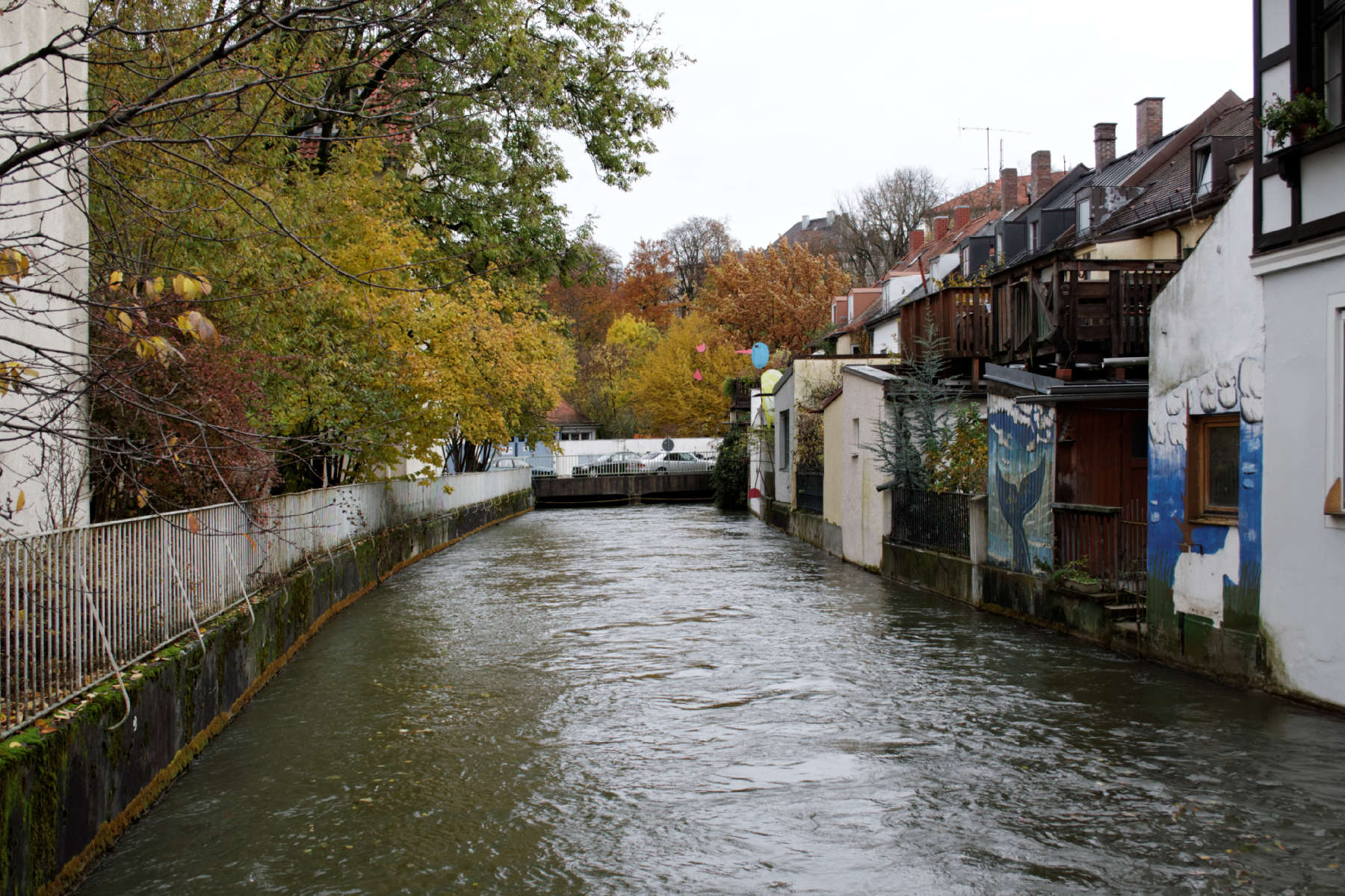
奧爾米爾河

48°8′9.49″N 11°35′31.12″E / 48.1359694°N 11.5919778°E
奧爾米爾河（德語：Auer Mühlbach），是德國巴伐利亞州的河流，位於該國東南部，屬於伊薩爾河的左支流，處於慕尼黑南部，河道全長6.5公里。